# Mondavezan
Mondavezan is een gemeente in het Franse departement Haute-Garonne (regio Occitanie) en telt 643 inwoners (1999). De plaats maakt deel uit van het arrondissement Muret.

## Geografie
De oppervlakte van Mondavezan bedraagt 21,3 km², de bevolkingsdichtheid is 30,2 inwoners per km².

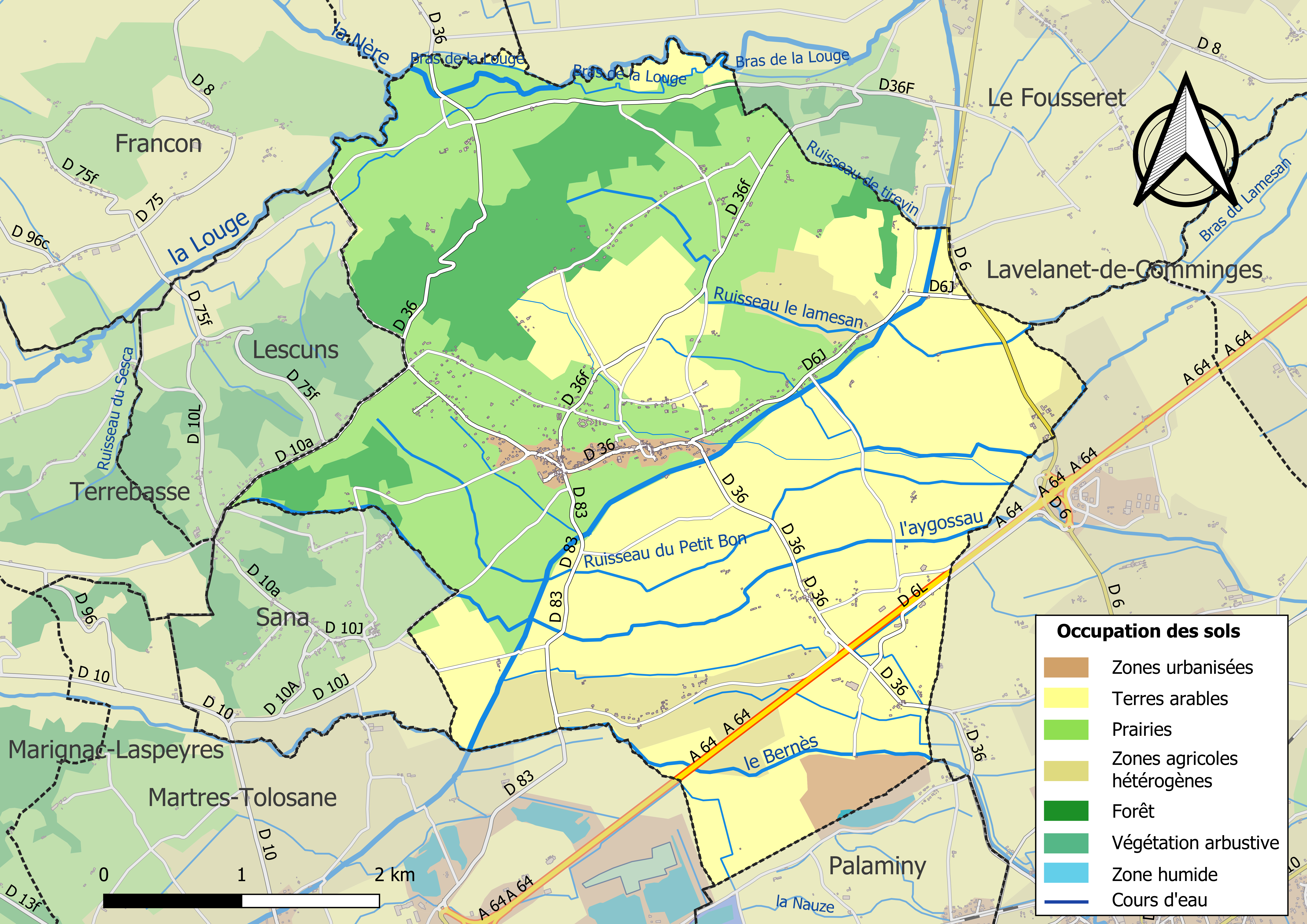
kaart van de gemeente met de belangrijkste infrastructuur, bodemgebruik en omliggende gemeenten

## Demografie
Onderstaande figuur toont het verloop van het inwonertal (bron: INSEE-tellingen).